# 三毛門かぼちゃ
三毛門かぼちゃ（みけかどかぼちゃ、三毛門カボチャ、三毛門南瓜）は、日本最古と言われるカボチャ。2018年に豊前市の天然記念物に指定された。野菜の天然記念物指定は日本全国的にも珍しい。
ポルトガルから大友宗麟の元に伝来した渡来種カボチャ（カンボジア産）を宗麟配下の武将緒方鎮盛（しげもり）が三毛門村（現・豊前市）に栽培を広めたと言われている。
1928年には昭和天皇の大嘗祭に献上されている。第二次世界大戦後には『三毛門南瓜音頭』が作られ、小学校の運動会や盆踊りなどに用いられて地元住民に親しまれた。
1960年代以降、セイヨウカボチャの栽培に押されて、三毛門かぼちゃの生産者は減少する。
2007年に「三毛門南瓜（かぼちゃ）保存会」が発足し、栽培指導や加工品の製造販売、『三毛門南瓜音頭』の普及活動に取り組んでいる。